# Grand Combin de Grafeneire
El Grand Combin de Grafeneire  o Grand Combin és una muntanya de 4.313 metres que es troba a la regió del Valais a Suïssa.